# Résistance arménienne pendant le génocide arménien

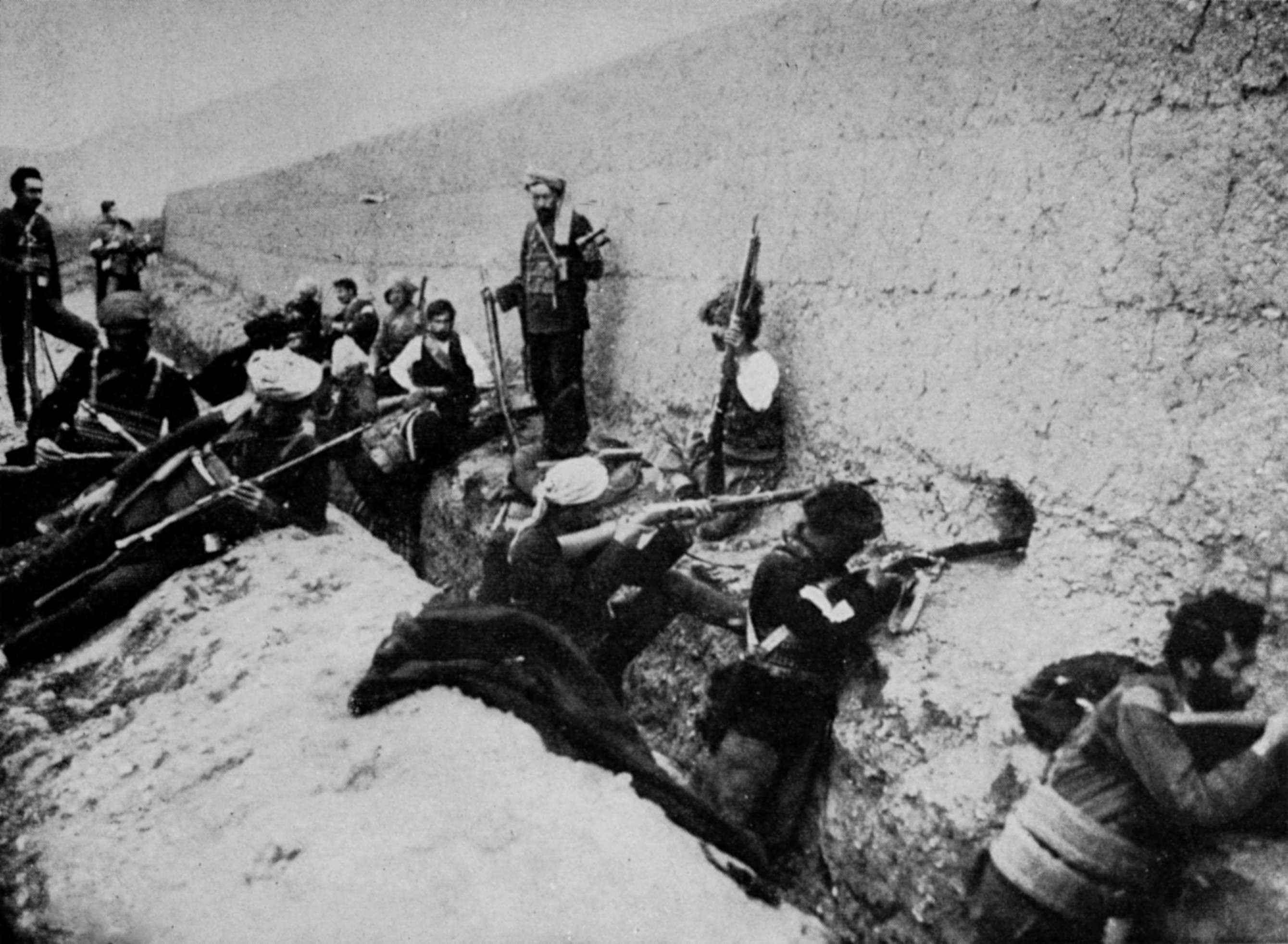
Défenseurs arméniens lors du siège de Van en 1915

La résistance arménienne comprend les efforts militaires, politiques et humanitaires pour contrer les forces ottomanes et atténuer le Génocide arménien pendant la Première Guerre mondiale. Au début de la Première Guerre mondiale, l'Empire ottoman entreprend des efforts pour éradiquer la culture arménienne et éliminer la vie arménienne, par la mise en place d'une politique génocidaire et des marches de la mort dans des déserts inhabitables et des régions montagneuses. Le résultat est l'homogénéisation de l'Empire ottoman et l'élimination de 90% de la population ottomane arménienne.
Ces efforts sont contrés par les tentatives arméniennes d'atténuer la situation par la mise en place de réseaux humanitaires. Ceux fournis pour les besoins de base comme la nourriture et les cachettes. Plusieurs soulèvements armés tentant de résister à la déportation sont notables, notamment la Défense de Van (1915) ainsi que celles du Musa Dagh et d'Urfa. Pourtant, la résistance violente est rare et souvent inefficace, par rapport au réseau humanitaire qui sauve jusqu'à 200 000 Arméniens de la mort. Les mouvements de résistance locaux sont notamment soutenus par un réseau transnational d'aide, à savoir l'ABCFM, le comité de secours arménien américain et des missionnaires.
De plus, des efforts militaires pour contrer l'armée ottomane sont menés par les forces arméniennes, telles que les forces de résistance arméniennes (appelées fedayin/fedaïs) et les unités irrégulières arméniennes. Ceux-ci soutiennent les efforts russes pour avancer sur le front ottoman dans le Caucase.

## Résistance humanitaire contre le génocide
La résistance humanitaire fait référence à une conduite illégale visant à atténuer les effets de la déportation et à empêcher l'anéantissement. Les principaux acteurs de cette résistance sont des chefs religieux et civiques, tels que des comités d'église, des médecins et des infirmières, des musulmans locaux, des dignitaires arméniens influents et des missionnaires étrangers. Ceux-ci établissent un réseau d'entraide, qui fournit aux déportés dans les camps des besoins de base, tels que de la nourriture, du bois de chauffage et un soutien financier par le biais de transferts d'argent. Ce réseau sauve des milliers d'Arméniens de la mort. Au début des déportations, ces efforts sont encore légaux, mais avec des tensions croissantes, ces efforts ont été confrontés à la répression en 1915, à la criminalisation et à l'obligation de passer à la clandestinité.

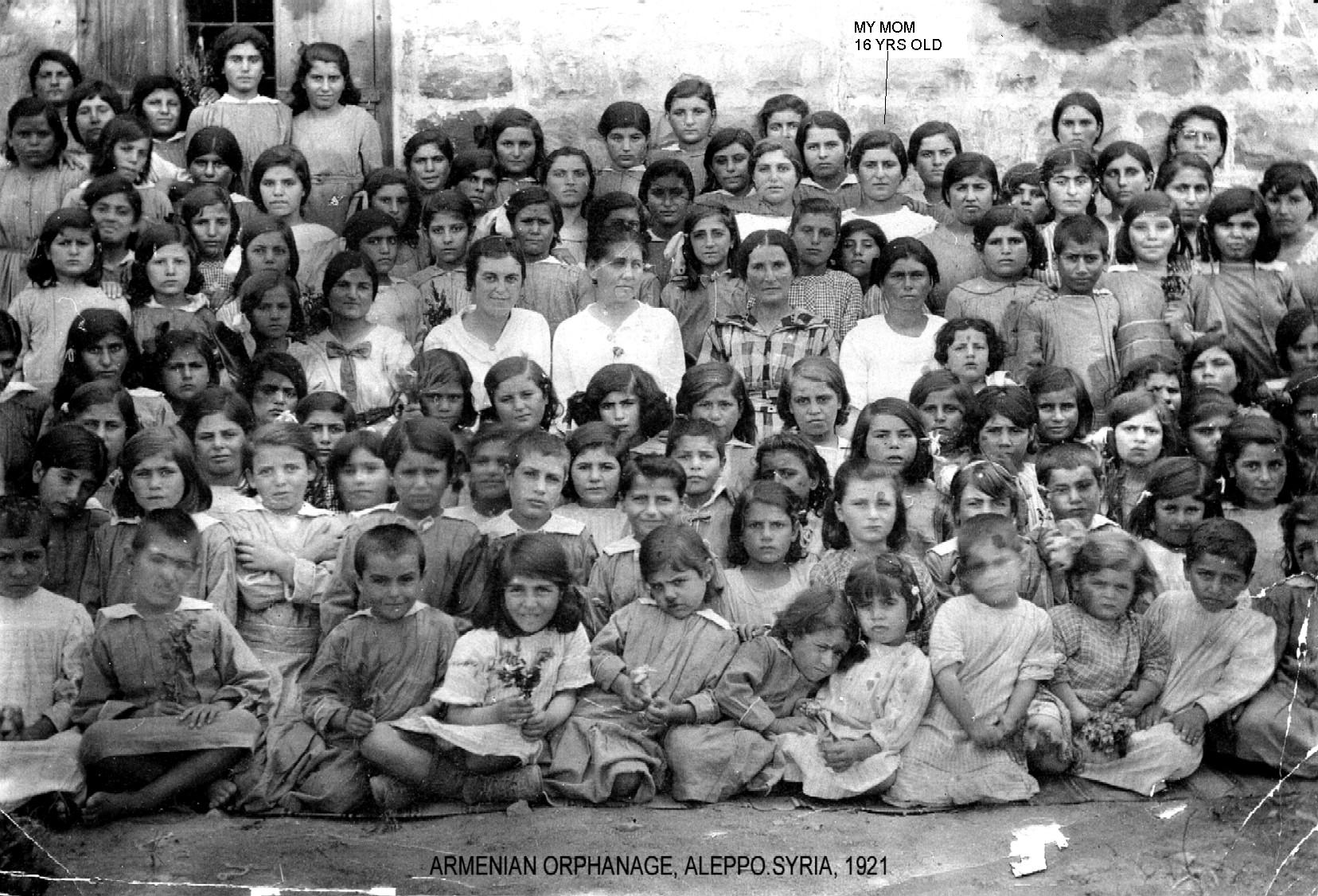
Orphelinat arménien à Alep en Syrie

À partir de là, la résistance mène moins d'actions publiques. Les réfugiés sont cachés dans des maisons privées, des centres communautaires et des enfants dans des orphelinats. Les usines militaires et les hôpitaux sous l'influence des membres du réseau ont pour objectif d'employer des Arméniens, de leur fournir un permis de se déplacer librement dans la ville et de les intégrer avec succès dans leur nouvel environnement. Cela empêche leur déportation dans certains cas.

### Résistance individuelle
Dans la sphère privée, la résistance est présente dans les petits moments de vie. Les liens familiaux dans les camps sont des tentatives de créer à travers leurs fonctions traditionnelles un sentiment de normalité. Ce système de soutien social vise à établir une sécurité relative, s'occupe des orphelins et fournit des soins de santé dans les circonstances données.
Des individus, issus de la population musulmane, et des officiers en tant qu'autorités municipales résistent aux ordres d'expulsion et sont souvent démis de leurs fonctions.

### Résistance par la collecte d'informations
L'information établit une part importante de la résistance et était essentielle à la survie. Des lettres d'information clandestines sur les développements dans d'autres camps, les abus des responsables du CUP sur les déportés et des conseils sur la façon de survivre dans les camps aident les Arméniens à s'adapter aux nouvelles réalités de la vie. Le plein impact du génocide est longtemps caché au public ottoman et international. La censure des ambassades étrangères entrave l'attention et l'intervention internationales. Pour contourner la censure ottomane, de nouveaux modes d'expression sont employés, comme les citations de passages bibliques et d'œuvres littéraires, qui permettent une diffusion restreinte de la connaissance du génocide dans les médias et la politique internationale. De telles informations provoquent la mise en place d'organismes de soutien internationaux tels que l'ABCFM, le Conseil arménien des commissaires pour les missions étrangères et la fondation du comité américain de revivification arménienne, ce qui conduit à la collecte de fonds et à la mise en place de pressions internationales.

## Résistance militaire contre le génocide
La majorité de la population arménienne est mécontente de la résistance militaire contre le génocide et espère plutôt survivre grâce à une loyauté affichée. Des acteurs importants de la communauté arménienne comme l'Église atténuent les actions rebelles et mettent plutôt l'accent sur la patience.

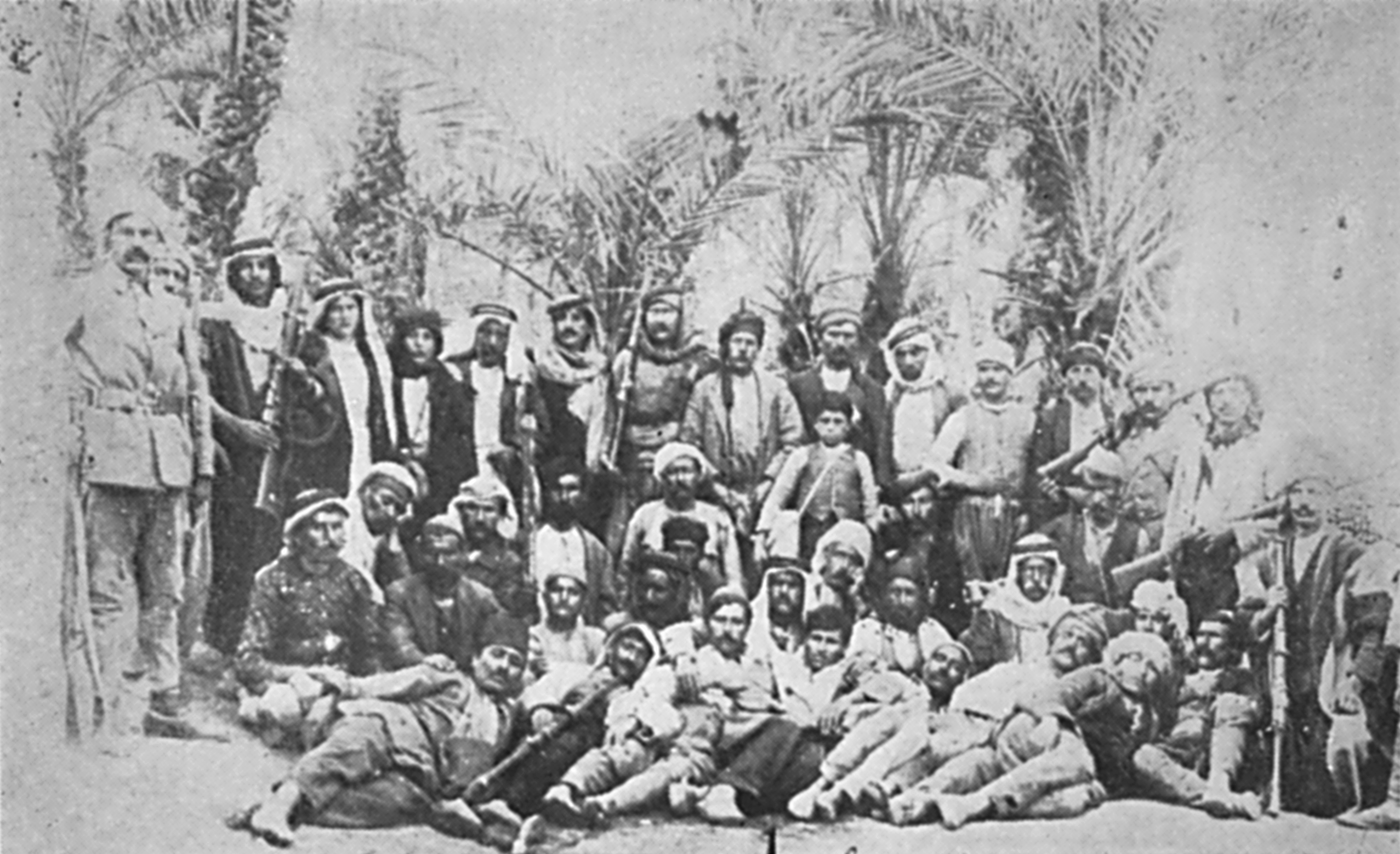
Résistance arménienne à Urfa 1915

Dans certains cas, la résistance militaire a réussi :
- la Défense de Van en 1915[5].
- A Adana en 1915. Les Arméniens d'Adana contournent la déportation en 1915 en se retirant dans les montagnes du Musa Dagh grâce à un soutien des irréguliers arabes dans la région[7]. Là, ils résistent aux forces ottomanes où ils assurent la survie de 4.200 villageois[7].

D'autres mouvements de résistance éclatent et ont pour effet l'anéantissement de villages entiers.
Résistance infructueuse :
- Urfa résiste à la déportation des troupes ottomanes en août 1915 et tient 25 jours seulement avant d'être reprise. La plupart de la population est alors assassinée ou se suicide pour échapper au génocide[2].

## Résistance militaire antérieure contre les forces ottomanes
Les actes de résistance militaire arménienne contre les forces de l'Empire ottoman sont notamment :
- La Révolte de Sassoun en 1894 (arménien : Սասնոյ առաջին ապստամբութիւն).
- La rébellion de Zeitun de 1895 à 1896, réponse militaire arménienne pour empêcher les massacres d'avoir lieu pendant les massacres hamidiens.
- La Défense de Van en 1896 est la réponse de la population arménienne de Van aux massacres hamidiens.
- L'Expédition de Khanassor le 25 juillet 1897 (arménien : Խանասորի Արշաւանքը) fait référence à la réponse ultérieure de la milice arménienne aux tueries consécutives de la Défense de Van.
- Le soulèvement de Sassoun en 1904 est la résistance de la milice arménienne dans la région de Sassoun.

## Forces de résistance arméniennes

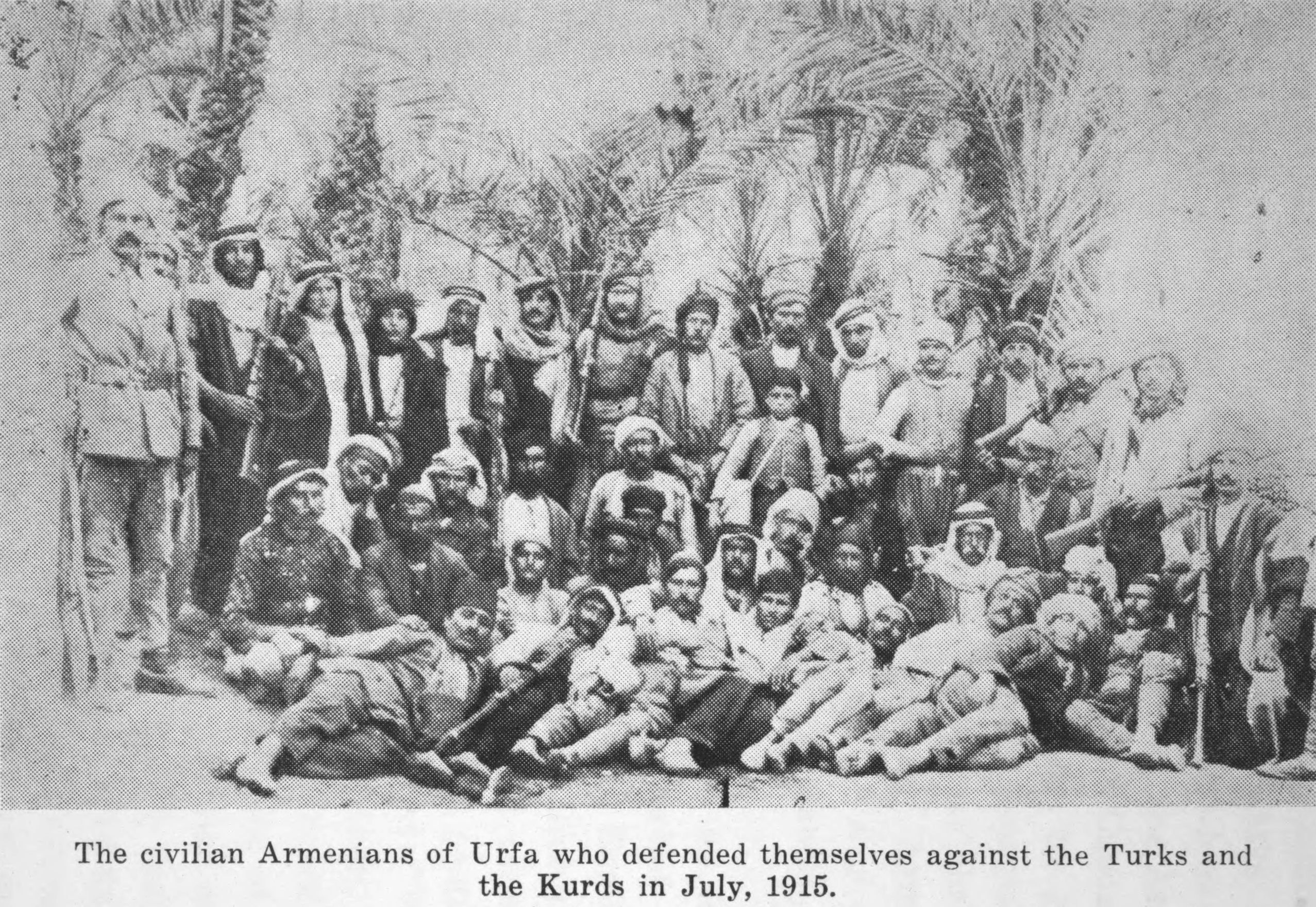
Défenseurs de la résistance d'Urfa

Les Forces de résistance arméniennes (FRA) sont créées en 1890 à partir de volontaires arméniens appelés fedaïs et de membres du mouvement de libération nationale arménien. Les membres importants sont Murad de Sivas et Karekin Pastermadjian/Armen Garo. Leur objectif principal est d'opposer une résistance aux forces ottomanes et d'agir en tant que défenseurs de la nation arménienne. La FRA acquiert une importance majeure pendant la Première Guerre mondiale sur le front du Caucase, où elle rejoint l'armée russe. Leur participation contribue à la défaite de l'armée ottomane en janvier 1916. Les principales légions combattant avec la Russie dans le Caucase sont la légion des volontaires arméniens, composée du personnel du Bureau national arménien (BNA) et indirectement par l'intermédiaire de la FRA, dominant le BNA. Le nombre des combattants atteint un montant estimé à 5.000.

## Résistance contre l'Empire ottoman

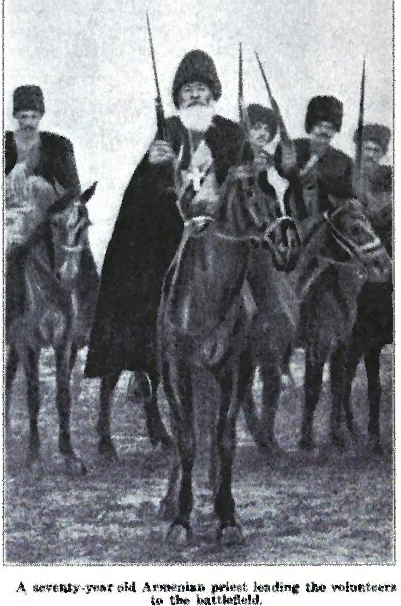
Prêtre de soixante-dix ans dirigeant des Arméniens au combat

### 1914
- En juillet 1914, avant la Première Guerre mondiale, les gouvernements russe et ottoman font officiellement appel aux organisations arméniennes (le Congrès national arménien[Lequel ?] de l'Empire russe et l'Assemblée nationale arménienne de l'Empire ottoman) pour obtenir la participation des Arméniens aux combats entre les deux Empires. Les Ottomans ont des entretiens avec la Fédération révolutionnaire arménienne lors du congrès arménien à Erzurum. La FRA déclare que les Arméniens doivent se battre pour les pays dont ils sont citoyens[9].
- En août 1914, dans les montagnes de Zeitun, les déserteurs résistants à la traite sont rejoints par des pillards. Cela attire l'attention de l'Empire ottoman et a contribué aux considérations ottomanes sur la rébellion dans cette région[6].
  - Le 2 novembre 1914, l'offensive Bergmann est lancée. C'est le premier engagement de la Campagne du Caucase[10].
  - Le 29 décembre 1914, l'armée ottomane est vaincue à la bataille de Sarikamish[11]. Les Arméniens contribuent aux côtés des forces russes à la défaite.

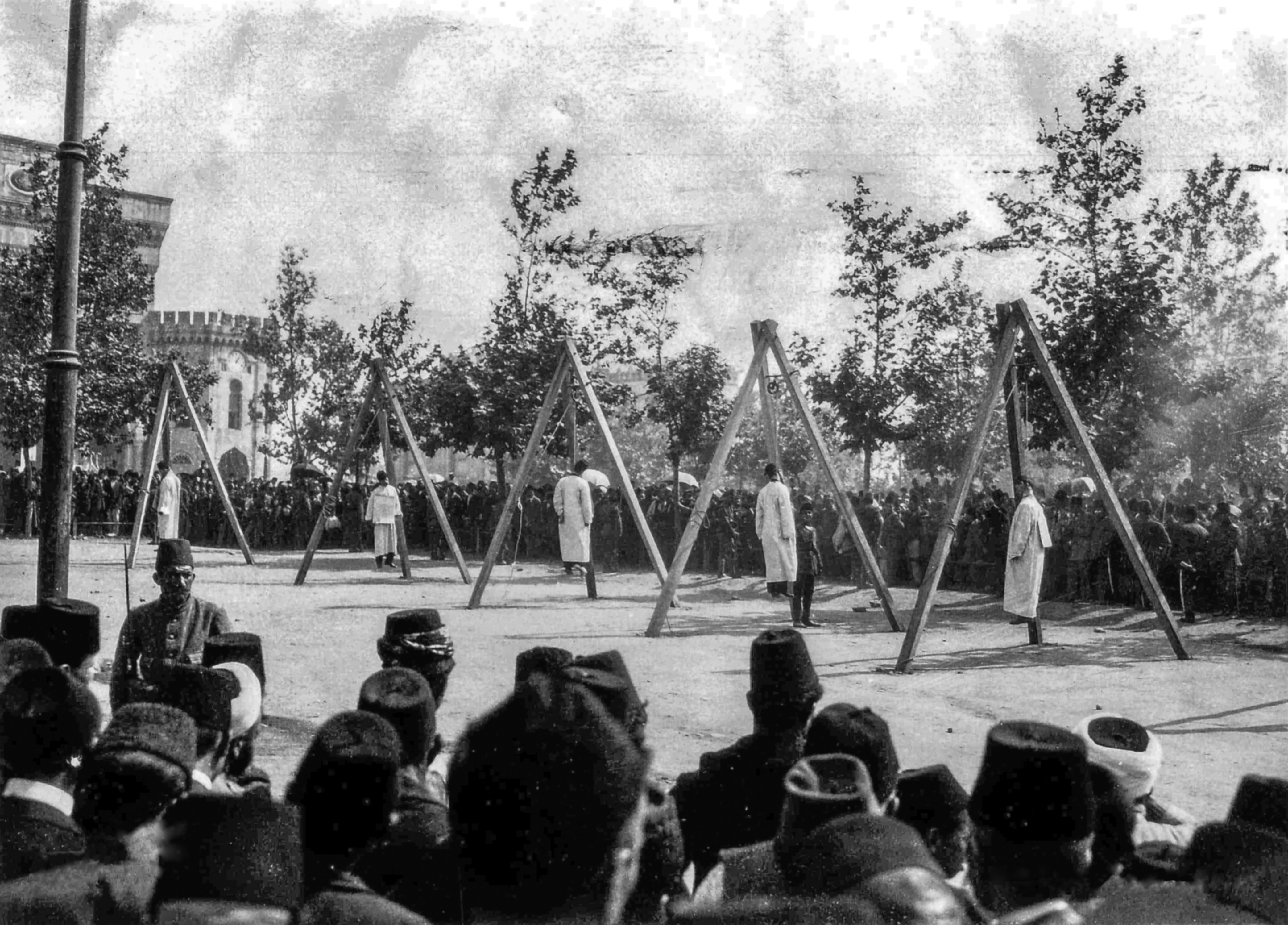
Dirigeants du parti Hentchak, pendus dans le Square Beyazıt de Constantinople le 15 juin 1915 pendant le génocide arménien, surnommés Les Vingt Martyrs.

### 1915
- Le 25 mars 1915, les déserteurs arméniens de la ville de Zeitun résistent une fois de plus à l'armée ottomane mais sont finalement vaincus[5].
- En avril/mai 1915, environ 30 000 Arméniens de la ville de Van, rejoints par des réfugiés arméniens des villages environnants, se défendent lors de la Défense de Van. Alors que la ville retient les efforts de l'armée ottomane, les villages environnants sont massacrés. La résistance armée initiale dure moins d'un mois. En mai, l'armée russe du Caucase entre dans la ville de Van et l'armée ottomane se retire[12]. Après l'attaque, on estime que 50% de la population entourant Van est morte[5].

### 1916
- 1916, la bataille d'Erzincan[13].

### 1918
- Du 24 au 26 mai 1918, lors de la bataille d'Aparan, les forces arméniennes peuvent empêcher la pénétration des forces ottomanes dans la région d'Aparan. Les deux parties subissent de graves pertes, suffisamment graves pour empêcher l'armée ottomane d'avancer plus profondément sur le territoire arménien[14].

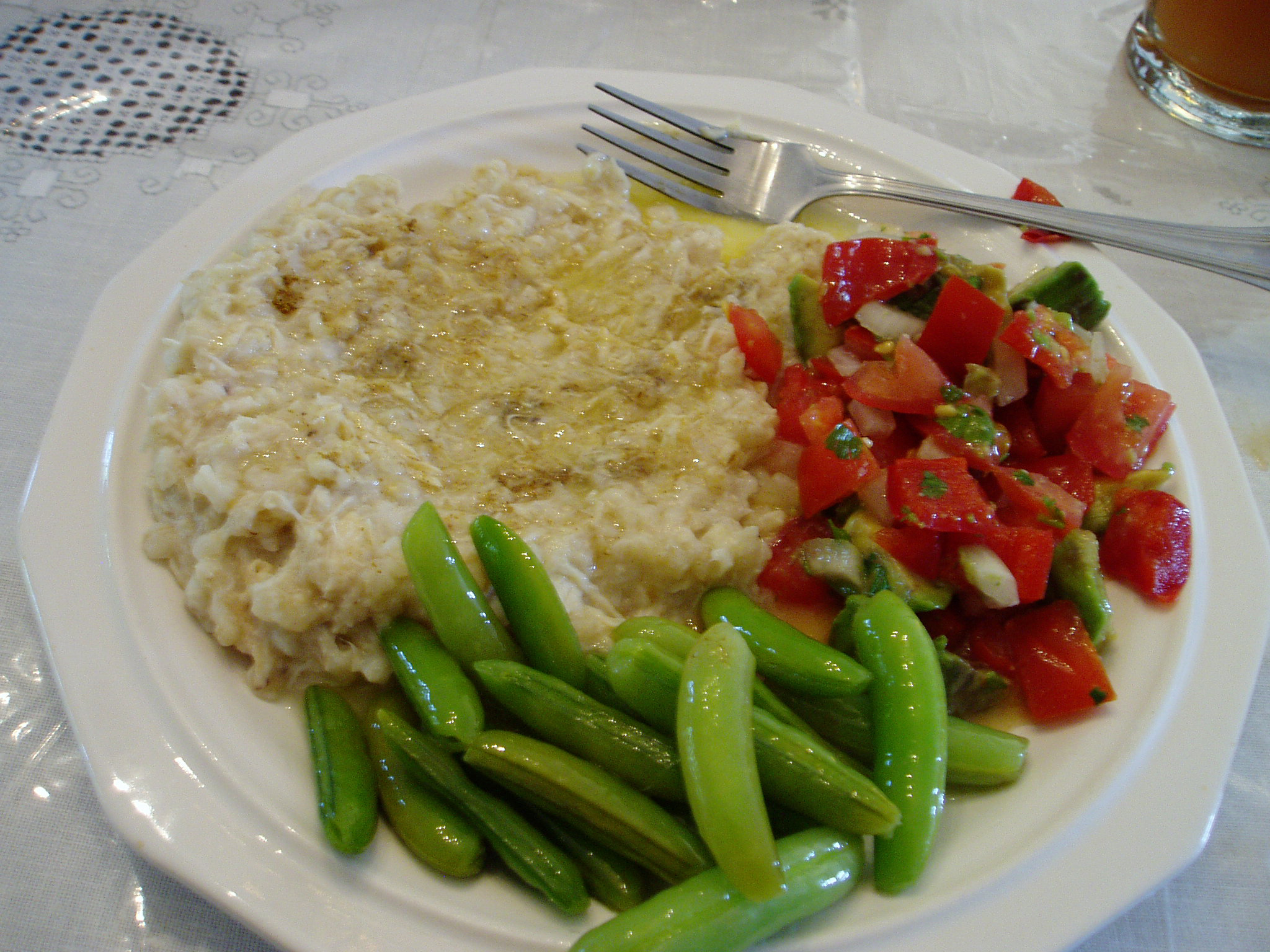
Harissa arménienne

- En septembre, Murad de Sivas et ses volontaires combattent à la bataille de Bakou en soutien de la Commune de Bakou, nouvellement proclamée, où il meurt au combat[13]. L'Empire ottoman et son allié, la République d'Azerbaïdjan finissent par vaincre la révolte et parviennent à écraser les Arméniens, Azéris et Menchéviks qui participent à celle-ci[13].

## Art et culture
La résistance arménienne laisse un plat symbolique. La « Harissa (plat) » (arménien : Հարիսա) sert généralement à commémorer la résistance du Musa Dagh. La pratique actuelle a renommé le plat en "hreesi".